# Finnendolch

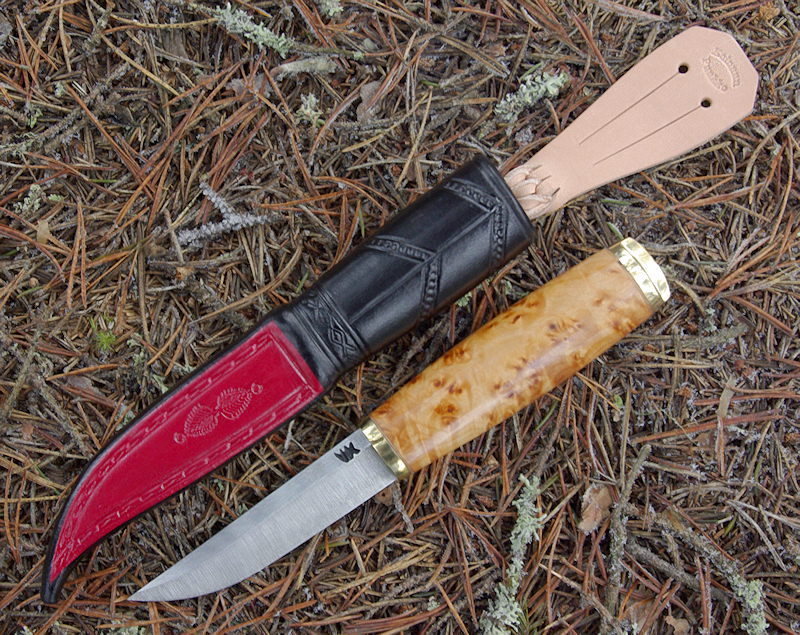
Puukko

Finnendolch oder Finn(en)messer (finnisch und finnlandschwedisch puukko) ist ein traditionelles Allzweckmesser aus Finnland.

## Name und Geschichte
Das finnische Wort puukko bedeutet ursprünglich „Messer mit einem Holzgriff“. Als Finnlandismus wird es in entsprechender Bedeutung auch im Finnlandschwedischen verwendet. In beiden Sprachen werden auch die Wortzusammensetzungen puukkoveitsi bzw. puukkokniv („Puukko-Messer“) verwendet.
Im Deutschen wird manchmal das finnische Wort puukko als Fremdwort verwendet, v. a. in Fachtexten, wobei das zugewiesene Genus zwischen der und das Puukko schwankt. In einschlägigen deutschsprachigen Texten wird das Wort als Finnendolch übersetzt, z. B. im Kulturlexikon Finnland oder beim Autor Dieter Hermann Schmitz. Der Rechtschreibduden schlägt neben Finnendolch auch Finnenmesser vor.
Historische Funde von Steinwerkzeugen belegen diese ursprüngliche Form des Finnendolchs bereits in der Steinzeit; die ersten Funde dieser Messer aus Metall werden auf das Mittelalter datiert. Im 18. und 19. Jahrhundert bildeten sich regionale Zentren für die Herstellung der Klingen, der Griffe und der Scheiden. Im frühen 19. Jahrhundert begann die industrielle Herstellung der Messer bei Fiskars, ab Mitte des 19. Jahrhunderts wurde Österbotten ein Zentrum dafür. Es gibt etwa vierzig Hersteller in Finnland. Die größten sind Iisakki Järvenpää (gegründet 1879) und Marttiini (gegründet 1928), die Mehrheit sind hingegen kleine Handwerksbetriebe.
Als Allzweckwerkzeug wird der Finnendolch vielfach verwendet. Da es fürs Holzschnitzen geeignet ist, wurden damit Alltagsgegenstände wie Küchenutensilien oder Behälter gefertigt, und zum Vorbereiten von Mahlzeiten und Essen verwendet sowie als Haushaltsmesser, heute als Ausrüstung von Jägern, Fischern und Soldaten. Das Messer ist ein wichtiges Element traditioneller Tracht, luxuriöse Ausführungen sind als Geschenk beliebt. Das Tragen eines Finnenmessers bestimmter Art zeugt von der Zugehörigkeit zu einer bestimmten Gruppe z. B. zu den Pfadfindern oder früher zur Nationalgarde.
Das Messer war und ist auch eine gefährliche Waffe – mit dem ungefähr ein Drittel aller Tötungsdelikte in Finnland begangen werden. Das Tragen außerhalb der Arbeit wurde bereits 1850 verboten, 1977 wurde das Gesetz verschärft. Im 19. Jahrhundert sorgten Messerkämpfer, die s.g. puukkojunkkarit (finnisch), vor allem in der Provinz Südösterbotten für einen gewalttätigen Zeitabschnitt. Zeitweise war der Umgang mit Messern im russischen Einflussbereich verboten. Für Samen gab es eine Ausnahmeregelung, die am 10. Mai 1935 in Russland bekanntgemacht wurde.
Im Sowjetisch-Finnischen Krieg (1939/1940) verwendeten die finnischen Soldaten das Puukko erfolgreich als Nahkampfwaffe. Die sowjetischen Soldaten waren mit langen und für diesen Zweck unhandlichen Bajonetten ausgerüstet. Nach dem Krieg zog die Sowjetunion Lehren aus den Erfahrungen und führte kürzere Messerbajonette ein.

### Mora-Messer
In Schweden wird das Messer gleicher Bauart und Funktion nach einem seiner bekanntesten Produktionsorte in Mora traditionell morakniv („Mora-Messer“) genannt. Dieser Name ist heute eine geschützte Marke des Unternehmens Morakniv AB.
In Finnland werden die Messer aus Mora ebenfalls als puukko bezeichnet, sowohl auf Finnisch als auch Finnlandschwedisch.

## Bauweisen

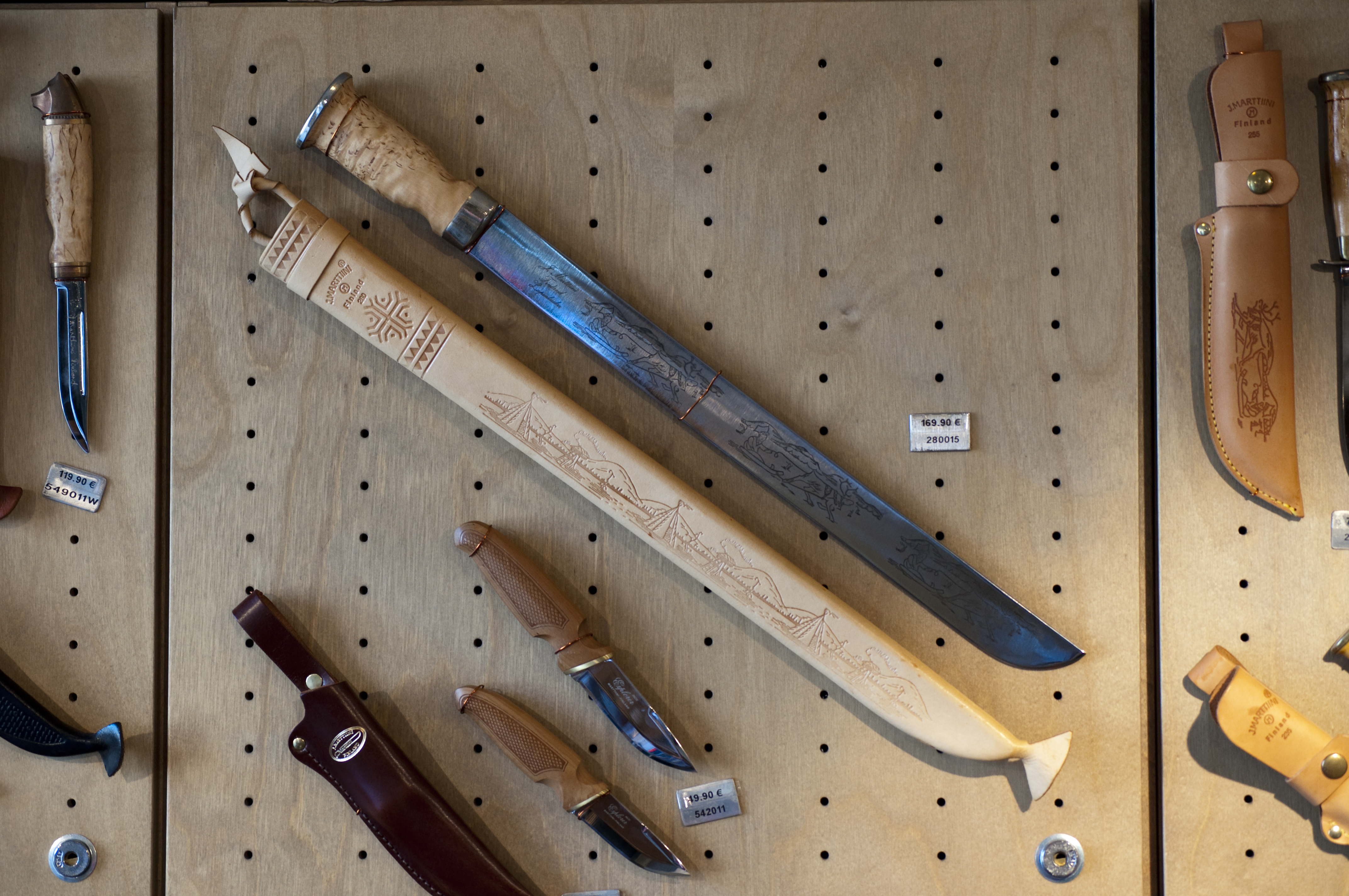
Leuku (Mitte)

Der Griff des Puukko ist ungefähr 10 cm lang, die Klinge ist in der Regel kürzer. Die relativ kurze Klinge wirkt sich positiv auf die Handhabung aus. Die Klinge ist einschneidig, die Schneide ist vom Griff her zunächst gerade und dann zum Ort hin gekrümmt. Der Klingenrücken ist gerade, es gibt keine Fehlschärfe an der Klinge. Die Klinge hat einen skandinavischen Schliff d. h. die Schneide hat einen doppelseitigen Flachschliff ohne Sekundärfase mit einem Schleifwinkel von 17–19°.
Der Griff ist sehr einfach, es gibt keine Handschutzelemente, die das Abrutschen der Hand auf die Klinge verhindern würden. In der Regel besteht er aus Holz und ist gerade, manchmal auch geschwellt. Zuweilen besteht er aus Lederscheiben. Vielfach ist eine Knaufkappe vorhanden. Der Griff hat in der Regel einen tropfenförmigen Querschnitt, der dem Nutzer dabei hilft, die Richtung der Schneide zu lokalisieren. Der Erl ist nicht sichtbar im Griff verankert.
Traditionell wird das Puukko in einer Scheide am Gürtel getragen. Die Scheide ist sehr tief, so dass nur der obere Teil des Griffes aus dieser hervorragt. Die Scheide wird dabei so getragen, dass die dominante Hand das Messer herauszieht, während die schwache Hand die Scheide festhält.

### Samenmesser
Das samische s.g. „Großmesser“ (nordsamisch stuorraniibi, finnisch leuku) ist, im Gegensatz zum „Kleinmesser“ (buiku) – das dem finnischen puukko entspricht – als Haumesser konzipiert. Es ist deutlich größer, mit einer Gesamtlänge von 30 cm bis zu 50 cm. Manchmal wird das Leuku zusammen mit dem kürzeren Puukko am Gürtel getragen. Es werden Puukko/Leuku-Kombinationen im einheitlichen Design angeboten.

## Galerie

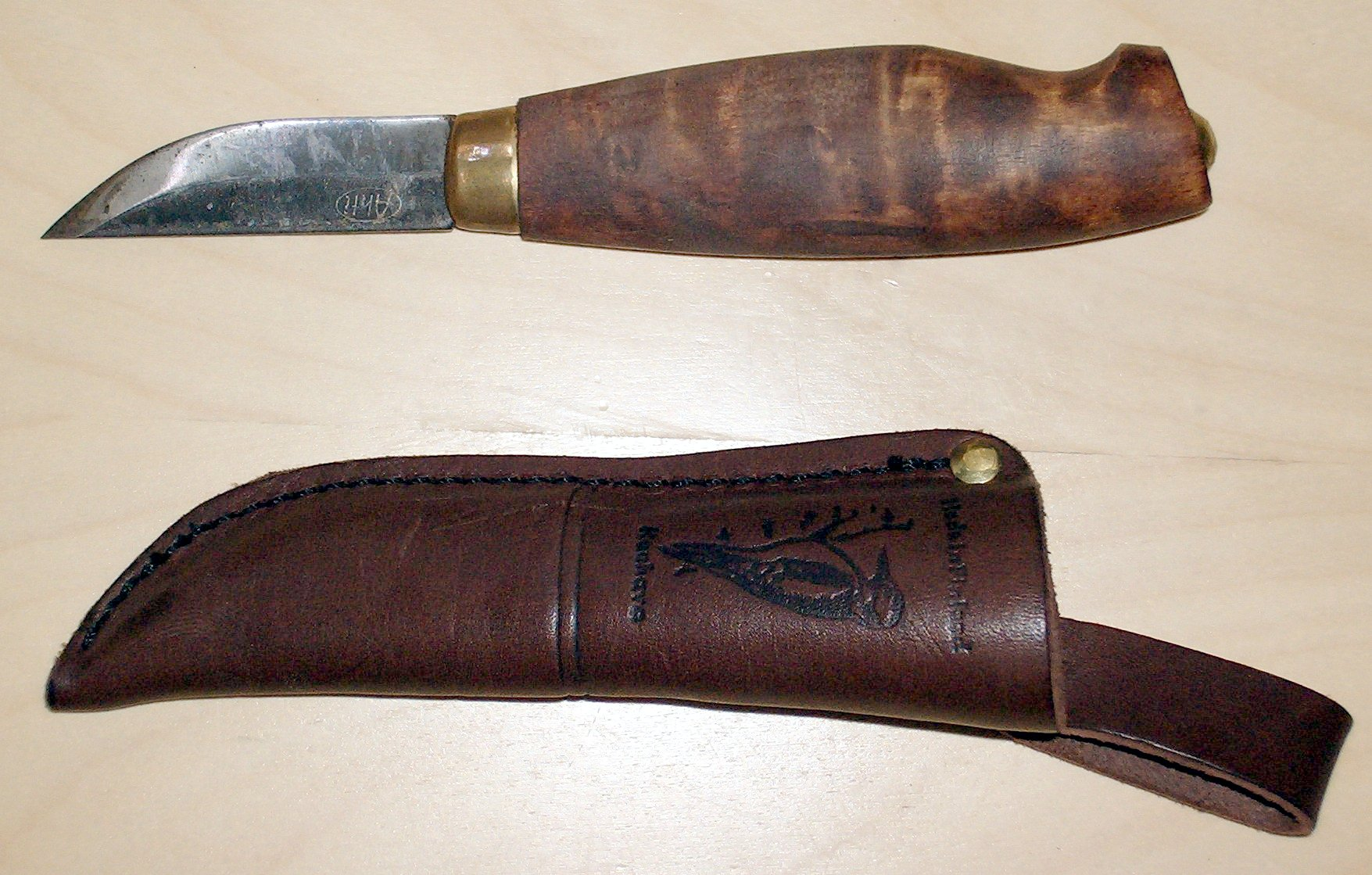
Kleines Finnenmesser
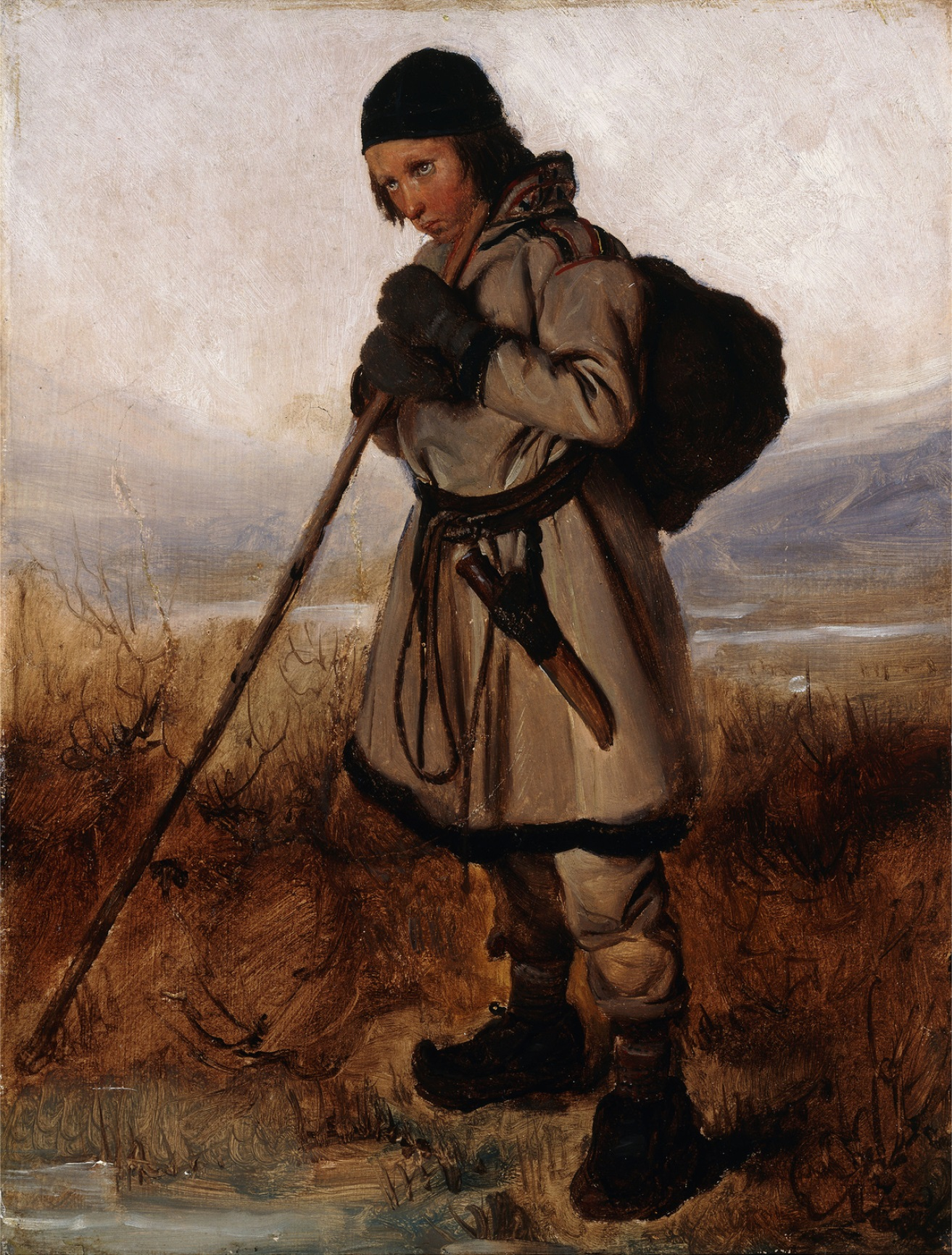
Tragweise des Messers am Gürtel
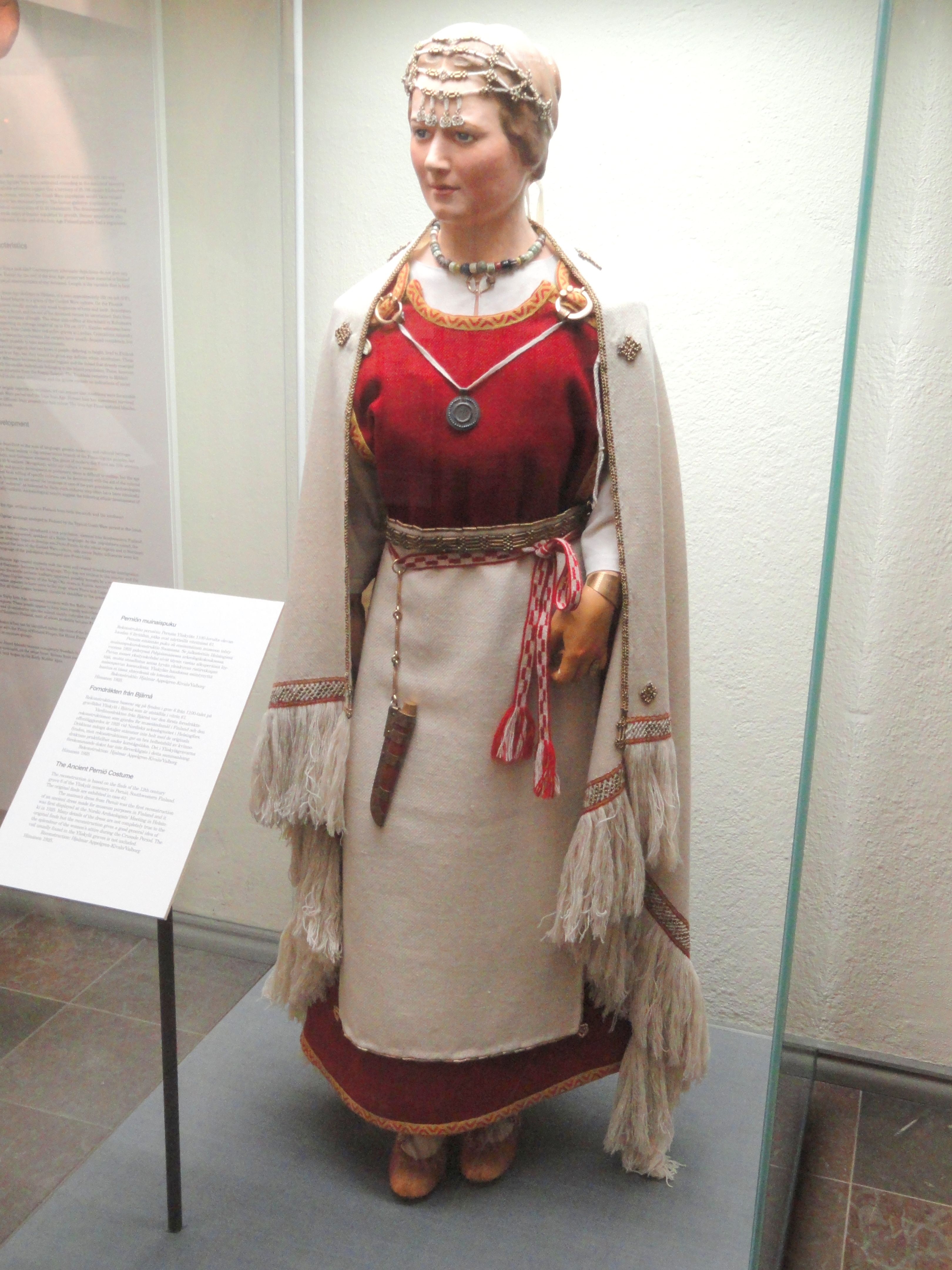
Rekonstruktion einer Tracht aus dem 12. Jahrhundert
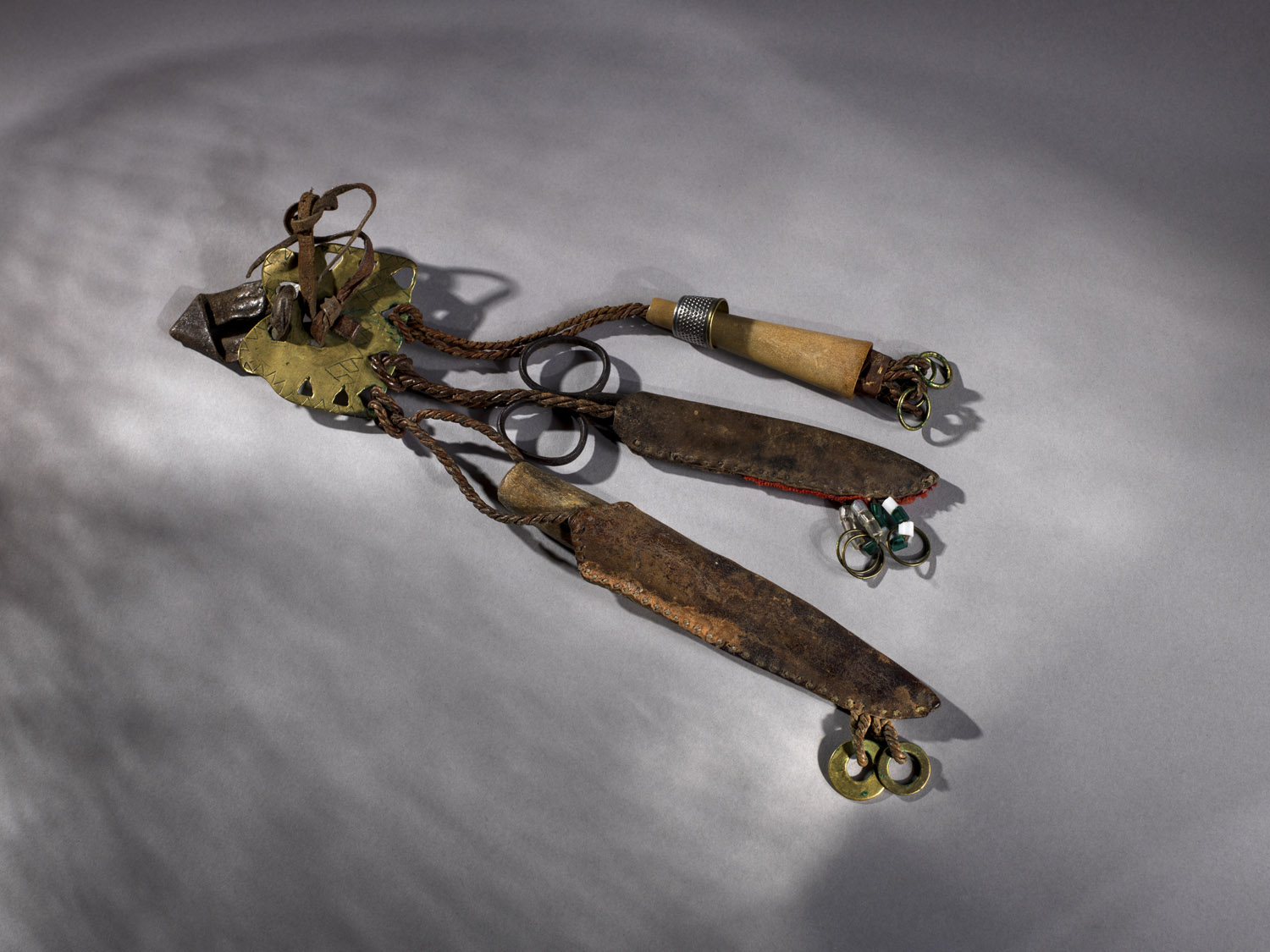
Messer am saamischen Gürtelset
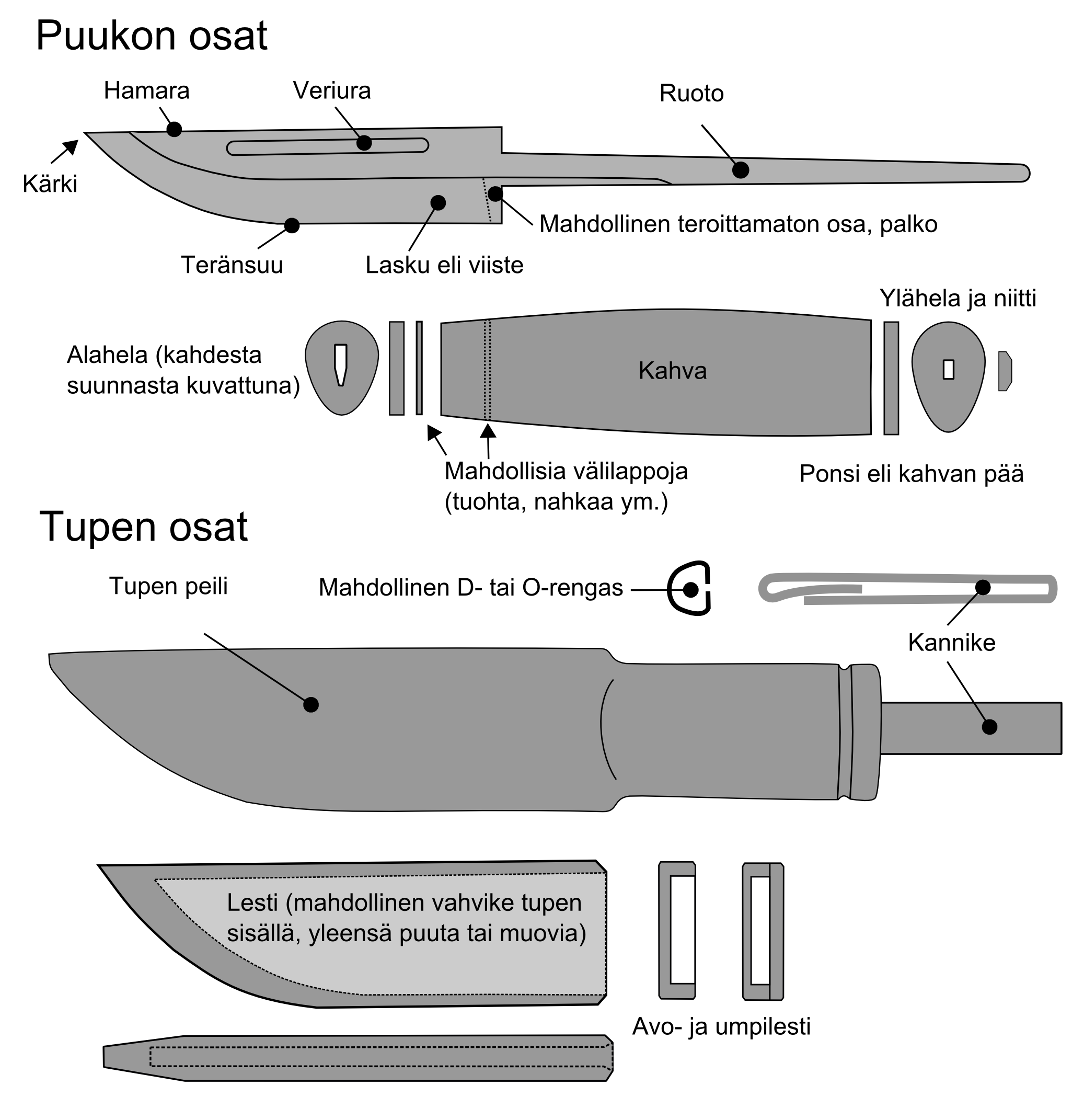
Schematischer Aufbau des klassischen puukko
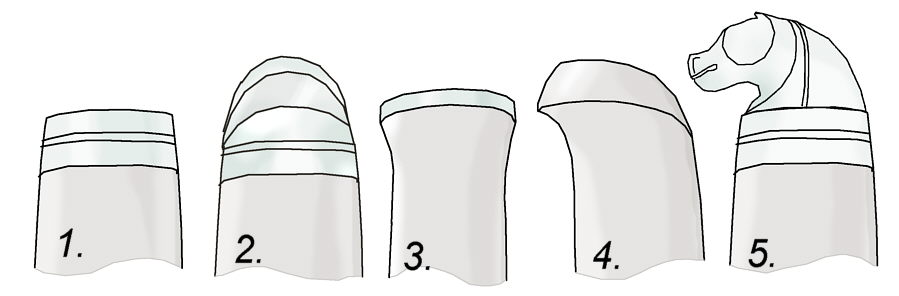
Verschiedene Knaufformen
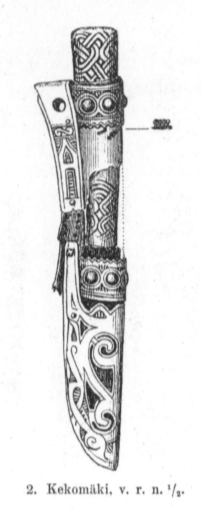
Messer, historischer Bodenfund aus Karelien

### Nachschlagewerke
- Dmitri Alexejew (Дмитрий Алексеев): Пуукко (Puukko). In: Энциклопедия оружия. Litres, 2017, ISBN 978-5-457-59213-1, S. 38–39 (russisch, google.fi).
- Bo Lönnqvist: Knivar. In: Uppslagsverket Finland. Svenska folkskolans vänner, 19. Januar 2011 (schwedisch, uppslagsverket.fi – CC-BY-CA 4.0).
- Teppo Korhonen: Finnendolch. In: Olli Alho (Hrsg.): Kulturlexikon Finnland. 2. Auflage. Finnische Literaturgesellschaft, Helsinki 1999, ISBN 951-717-032-5 (formal falsch), S. 96.